# Elkhart (Iowa)
Elkhart – miasto w Stanach Zjednoczonych, w stanie Iowa, w hrabstwie Polk. Zgodnie ze spisem statystycznym z 2000 roku, miasto liczyło 362 mieszkańców.